# 24時間テレビ 愛は地球を救う5
24時間テレビ「愛は地球を救う」5は、日本テレビ系列にて1982年8月21日（土曜日）19:00 - 8月22日（日曜日）19:30まで生放送された5回目となる『24時間テレビ』である。

## 概要
メイン会場の武道館のステージは前々日に開催された『輝け!!第8回日本テレビ音楽祭』のセットの一部を流用した。
- この回から1991年（第14回）までは一部の回を除きエンディングに「エバー・グリーン・ラブ～人間という名の大きな樹～」を出演者・ボランティアなど全員が歌って閉めていた。
- 番組宣伝はタモリが竹村健一のものまねを行っている[1][注釈 1]。

メインテーマは『ストップ!ニッポン姥捨て時代!』

## 出演者

### 総合司会
- 徳光和夫（当時・日本テレビアナウンサー）

### チャリティーパーソナリティー
- 萩本欽一（コント55号）
- 星野知子
- 岩崎宏美

### 主要出演者
- 西田敏行
- 大村崑
- 坂本九
- B&B（島田洋八・島田洋七）
- 藤山一郎

### ひろがれ!愛の輪
- 横山やすし・西川きよし（西川きよし・横山やすし）
- もんた&ブラザーズ
- 大橋純子

## 事前番組
『始まるまで待てない!24時間テレビ超特大予告編』
放送日時
1982年8月21日 土曜 15:00 - 17:00（120分）
出演者
- 高見知佳
- みのもんた

## タイムテーブル
| 開始時刻   | コーナー                                             |
| ---------- | ---------------------------------------------------- |
| 21日 19:00 | グランドプロローグ                                   |
| 21日 22:03 | 老後福祉ドラマ「スリーマンにアタック!」              |
| 21日 23:30 | NNNきょうの出来事◇スポーツニュース                   |
| 22日 00:00 | 深夜のチャリティー「スター全員集合!」                |
| 22日 01:00 | 最高一座 狂奏 旗揚げ公演!                            |
| 22日 03:00 | ふれ愛・お話し中!                                    |
| 22日 06:00 | 明け行く日本列島                                     |
| 22日 06:45 | NNN朝のニュース                                      |
| 22日 07:00 | 日本列島180分「ストップ!ニッポン姥捨て時代」         |
| 22日 10:00 | アニメスペシャル「アンドロメダ・ストーリーズ」       |
| 22日 11:45 | NNN昼のニュース                                      |
| 22日 12:00 | 26局リレー「生中継・1億1844万人の幸福」              |
| 22日 14:00 | 欽ちゃんのチャン・チャン・チャリティー               |
| 22日 15:30 | ひろがれ!愛の輪・熱唱コンサート                      |
| 22日 16:55 | 高齢化社会の中の福祉「みんなで老いればコワくない!?」 |
| 22日 17:20 | チャリティー大行進「在宅福祉を求めて」               |
| 22日 18:00 | NNN日曜夕刊                                          |
| 22日 18:20 | ニュース◇天気予報                                    |
| 22日 18:30 | グランドフィナーレ                                   |

## スリーマンにアタック!
24時間テレビドラマスペシャルの第3作。テレビ番組表の表記は『老後福祉ドラマ「スリーマンにアタック!」』。
放送日時
1982年8月21日 土曜 22:03 - 23:30
出演者
- 若尾文子
- 笠智衆
- 西山浩司
- 村瀬幸子
- 河原崎長一郎
- たしろ之芙子

スタッフ
- 原作 - 式田和子「親守り唄 三人の親をみとった主婦の奮戦記」
- 脚本 - 安倍徹郎
- 演出 - 河野和平
- 音楽 - 坂田晃一

## ふれ愛・お話し中!
お笑いタレントのチャリティー寄席や音楽コンサートを放送。
放送日時
1982年8月22日 日曜 03:00 - 06:00
出演者
- 所ジョージ
- 岩崎宏美
- サザンオールスターズ
- アース・ウィンド・アンド・ファイアー

## スタッフ
日本テレビチャリティー委員会
- 池田和之
- 戸澤陽一
- 深見発
- 浅見誠也
- 勝田建
- 武野純介
- 都築忠彦
- 田島宗一郎
- 中村韶吾
- 滝沢佑吉
- 深沢敬明
- 久保田宏
- 溝田義史
- 村井允
- 清水豊次
- 馬場俊明
- 丸山能明
- 平井保
- 松浦豊
- 河合公八郎
- 三上増夫
- 榛澤典昭
- 土屋敏男
- 荒井正照
- 木崎和行
- 池永久美子
- 東原祐子